# Бхатти, Шахбаз
Шахбаз Бхатти (англ. Shahbaz Bhatti; 9 сентября 1968, Лахор — 2 марта 2011, Исламабад) — пакистанский государственный деятель. Был первым и единственным христианским министром в правительстве Пакистана. Убит боевиками Техрик Талибан-и-Пакистан за критику закона о богохульстве во время событий по делу Асии Биби.

## Биография
Шахбаз Бхатти родился 9 сентября 1968 года в Лахоре, провинция Пенджаб. Шахбаз был первым парламентарием Пакистана, исповедовавшим христианство.
Бхатти был одним из основателей организации «Всепакистанский альянс меньшинств» в 1985 году, а в 2002 году вступил в Пакистанскую народную партию. Как политический лидер он непрерывно агитировал представителей меньшинств бороться за свои права через легальные институты власти, а не применением насилия. Он считался большим поклонником основателя Пакистана Джинны и истинным патриотом.

### Посещение мечети Ахмадийской Мусульманской общины
28 мая 2010 года произошёл худший случай насилия в отношении мусульман—ахмади на сегодняшний день (смотрите май 2010 года, нападение на Ахмадийские мечети в Лахоре). Несколько членов экстремистской религиозной группы (предположительно «Тахрика Талибан Пенджаб»), ворвались в две мечети мусульман—ахмади в Лахоре и открыли огонь. Трое из них впоследствии взорвали себя. В общей сложности в результате этого нападения погибли 86 человек и свыше 100 человек получили ранения. В момент нападения члены Ахмадийского сообщества собрались в мечетях для совершения пятничной молитвы. После этого террористического акта большинство политиков Пакистана воздержались выражать своё соболезнование мусульманам-ахмади, но Шахбаз Бхатти, министр по делам меньшинств Пакистана, и Салман Тасир, губернатор провинции Пенджаба, посетили мечети общины мусульман—ахмади. Шахбаз Бхатти был застрелен 2 марта 2011 года боевиками Техрик Талибан-и-Пакистан.